# Micropterigidae
Micropterigidae este o familie de lepidoptere arhaice prevăzute cu mandibulă. Este unica familie din superfamilia Micropterigoidea și din subordinul Zeugloptera. Cuprinde 12 genuri și aproximativ 110 specii. Sunt considerate ca fiind cele mai primitive specii încă în viață din ordinul Lepidoptera. 

## Taxonomie
Familia este împărțită în următoarele genuri:
- Micropterix Hübner, 1825 (sinonime Eriocephala J. Curtis, 1839, Microptericina Zagulajev, 1983)
- Epimartyria Walsingham, 1898
- Issikiomartyria Hashimoto, 2006
- Kurokopteryx Hashimoto, 2006
- Micropardalis Meyrick, 1912
- Neomicropteryx Issiki, 1931
- Palaeomicra Meyrick, 1888
- Palaeomicroides Issiki, 1931
- Paramartyria Issiki, 1931
- Vietomartyria Mey, 1997
- Sabatinca F. Walker, 1863
- Agrionympha Meyrick, 1921
- Hypomartyria Kristensen & Nielsen 1982
- Squamicornia Kristensen & Nielsen, 1982
- Austromartyria Gibbs, 2010
- Tasmantrix Gibbs, 2010
- Zealandopterix Gibbs, 2010
- Aureopterix Gibbs, 2010
- Nannopterix Gibbs, 2010
- †Auliepterix Kozlov, 1989
- †Palaeolepidopterix Kozlov, 1989
- †Palaeosabatinca Kozlov, 1989
- †Parasabatinca Whalley, 1978
- †Baltimartyria Skalski, 1995
- †Moleropterix Engel & Kinzelbach, 2008